# Cheng (成)
Cheng 成 is een Chinese achternaam en staat op de 116e plaats van de Baijiaxing. Cheng is ook de Standaardkantonese HK-romanisatie van de Chinese achternaam Zheng (鄭). Deze beide namen moet men niet verwarren met Cheng (程).

## Nederland
De Nederlandse Familienamenbank geeft de volgende statistieken weer:
| familienaam | aantal in 1947 | aantal in 2007 |
| ----------- | -------------- | -------------- |
| Cheng       | 11             | 756            |
| Shing       | 0              | 44             |
|             | totaal: 11     | totaal: 800    |

## Bekende personen met de achternaam 成
- Cheng Yingshu
- Cheng Shewo
- (Jackie Chan/Cheng Long)
- Shing Fui-On